# Кирьят-Тивон
Кирьят-Тивон (ивр. קרית טבעון‎) — населённый пункт в Израиле.
Расположен в 15 км к юго-востоку от Хайфы, на главной дороге в город Назарет.
На северо-западе Кирьят-Тивона находится национальный парк, объект Всемирного наследия Бейт-Шеарим.
В Кирьят-Тивоне жил и недалеко от него был убит деятель кибуцного движения Александр Зайд, чья память увековечена памятником «Страж Земли Израиля».

## История места
Во времена Второго храма место называлось Тивон.
В римский период на северо-западе от современного Кирьят Тивона находился древний римский город Бейт-Шеарим с Синедрионом и еврейским некрополем, разрушенный в 351—352 годах н. э. войсками Констанция Галла.
В 1924 году Еврейский национальный фонд купил землю, на которой сейчас расположен Кирьят-Тивон и в 1926 году пригласил Александра Зайда на должность смотрителя земель фонда.
В 1948 году профессор архитектуры Александр Клейн спонсировал основание поселения Кирьят-Тивон.
В 1958 году Кирьят-Амаль и Тивон были объединены в одно муниципальное образование под названием Кирьят-Тивон.

## Население
По данным Центрального статистического бюро Израиля, население на начало 2020 года составляло 18 130 человек.

## Образование
В Кирьят-Тивоне находится крупнейший академический педагогический колледж на севере Израиля, который называется Ораним, в нём учатся тысячи студентов, получающих степени бакалавра и магистра в сфере образования совместно с лицензией на право преподавания.
В Израиле есть всего несколько образовательных учреждений, готовящих учителей музыки, одно из них в Кирьят-Тивоне при колледже «Ораним».

## Города-побратимы
- Компьень, Франция
- Брауншвейг, Германия
- Чаковец, Хорватия